# 博士之女
《博士之女》（英語：The Doctor's Daughter）是英國科幻電視影集神秘博士第四季的第六集，於2008年5月10日透過英國廣播公司第一台首播。本集由主编拉塞爾·T·戴維斯編劇，艾丽斯·特劳顿导演。
本集講述博士与同伴唐娜、玛莎在Messaline星球降落。此星球上，「亥斯」与人类正在打仗。人类将博士克隆出具有战斗技能的“女儿”珍妮，加入他们的战斗。在博士不小心發現在地圖被隱藏的神殿中的「能源」，後來唐娜發現實際上這場戰爭只打了七天，在抵達神殿後，博士發現「能源」就是一開始組成生命所需的氣體團，在博士努力让双方和平相处后，珍妮意外被杀死。博士带着悲伤离开此地，珍妮又复活，开始自己的星际旅行。
這一集在英国有733萬人觀看，評論界對此集持正面評價。欣赏指数为88。珍妮的扮演者乔治娅·莫菲特确为第五任博士扮演者彼得·戴维森的女儿，后来她又与第十任博士的扮演者大卫·田纳特结婚。